# 西船橋農業協同組合

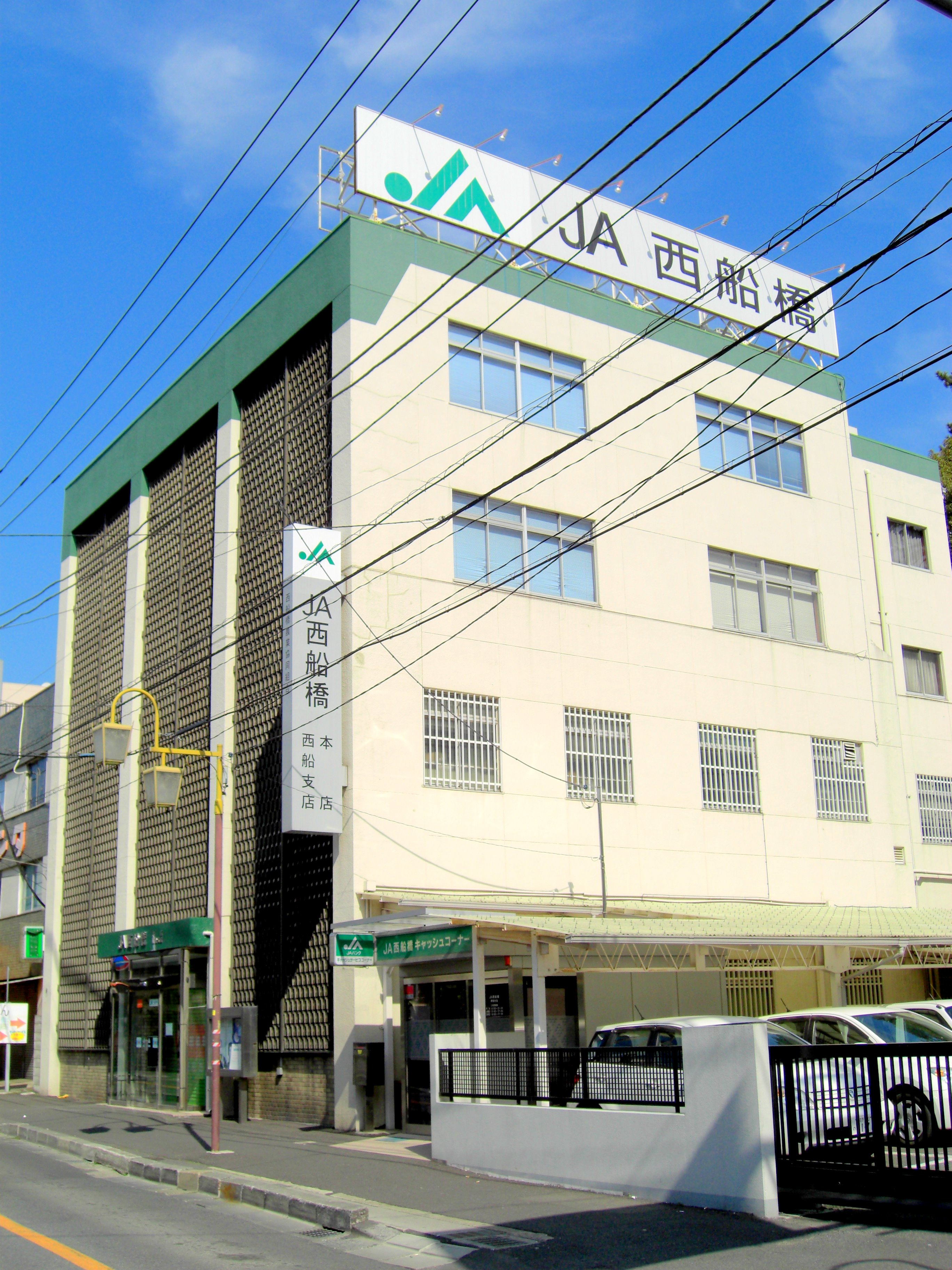
JA西船橋 本店

西船橋農業協同組合（にしふなばしのうぎょうきょうどうくみあい、JA西船橋、西船橋農協）は、千葉県船橋市に本店を置いていた農業協同組合。

## アウトライン
2010年1月1日、柏市農業協同組合・ちば県北農業協同組合と合併し、ちば東葛農業協同組合（本店：柏市）となった。旧本店は、合併後のちば東葛・西船支店となった。

## 概要
船橋市の西部地区（旧葛飾町と同じ範囲）の一角に位置する。船橋市の大半を占める市川市農業協同組合と比べて、正組合員数約300と小さな農協であるが畑作を中心に近郊農業が盛んである。

## 支店
- 行田支店（エーコープちば併設）